# Lunar Reconnaissance Orbiter
Der Lunar Reconnaissance Orbiter (kurz LRO, lateinisch-englisch für Mond-Aufklärungssonde) ist eine Mondsonde der NASA, die am 18. Juni 2009 um 21:32 UTC von Cape Canaveral AFS Launch Complex 41 aus zusammen mit dem Lunar Crater Observation and Sensing Satellite (LCROSS) zum Mond gestartet ist. Ziel der Mission ist die hochaufgelöste Kartierung der gesamten Mondoberfläche (Topographie, Fotografie, Indikatoren für Vorkommen von Wassereis) und die Messung der kosmischen Strahlenbelastung. LRO ist Teil des Lunar-Quest-Programms zur Erforschung des Mondes.

## Mission
LRO sollte den Mond für mindestens ein Jahr auf einem vergleichsweise niedrigen polaren Orbit in einer Höhe von 30 bis 50 Kilometer umkreisen. Als Startrakete der zunächst etwa 1.000 Kilogramm schweren Sonde sollte eine Delta II dienen. Im Dezember 2005 revidierte die NASA ihre ursprüngliche Wahl und entschied, die Sonde entweder mit einer Delta IV oder Atlas V zu starten, da Delta II lediglich über eine drallstabilisierte Oberstufe verfügt, welche die Anforderungen für den Start des LRO nicht erfüllte. Am 28. Juli 2006 gab die NASA bekannt, dass der Start auf einer Atlas-V(401)-Trägerrakete erfolgen würde.
Da die Atlas V weitaus stärker als die ursprünglich geplante Delta II ist, konnte die Sonde um zirka 1.000 Kilogramm schwerer ausgelegt werden. Damit wurde es möglich, zusätzliche Nutzlast wie einen Impaktor, einen Lander oder einen separaten Kommunikationsmikrosatelliten zum Mond mitzunehmen. Nachdem die NASA mehrere Vorschläge für zusätzliche Nutzlast erhalten hatte, wurde am 10. April 2006 die Impaktor-Variante in Form der LCROSS-Mission als endgültiger Sieger dieses Ausschreibens bekanntgegeben.
Das Goddard Space Flight Center in Greenbelt (Maryland) baute die Sonde, während die Instrumente von Privatfirmen gebaut wurden. Das Budget der Gesamtmission, inklusive LCROSS, beträgt 583 Millionen US-Dollar.
Bis zum 31. Juli 2008 war es möglich, seinen eigenen Namen per Internet an die NASA zu übermitteln. Die Namen wurden auf einem Chip des Lunar Reconnaissance Orbiter gespeichert und befanden sich somit auf der Sonde, als diese den Mond umkreiste.
50 Ziele auf der Mondoberfläche werden mit besonderer Priorität aufgenommen. Dazu zählen auch die Landestellen verschiedener Missionen. Aufnahmen der Apollo-Landestellen sollen weitere Kenntnisse der geologischen Umgebung erbringen, um die Ergebnisse des Apollo-Programms genauer einordnen zu können. Auch die Landestelle von Lunochod 1 war ein Ziel, da man nach der fast einjährigen Fahrt des Rovers seine Endposition nicht genau kannte. Auch die „Einschlagspunkte“ von Fehlschlägen sollen erfasst werden. Rechtzeitig vor dem Jahrestag der Apollo-11-Landung am 20. Juli 2009 wurden bereits Bilder der Landestelle im Mare Tranquillitatis veröffentlicht. Hochgenaue Aufnahmen der Landestellen wurden im September 2011 veröffentlicht. Die Aufnahmen der Landestelle von Apollo 17 lassen auch Fußwege der Astronauten, Fahrspuren des Mondfahrzeugs und die Aufstellungsorte wissenschaftlicher Instrumente erkennen.

## Instrumentierung

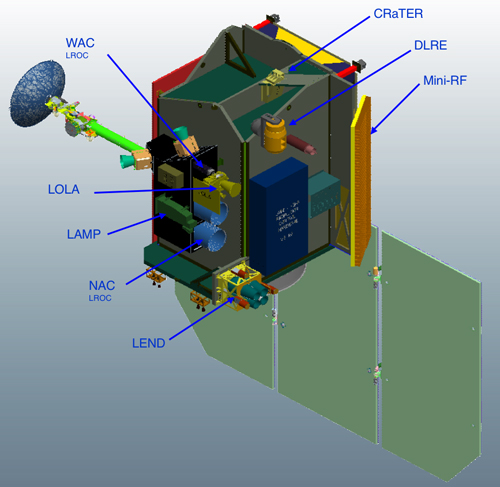
Die Instrumente des Lunar Reconnaissance Orbiters

Mit sechs unterschiedlichen wissenschaftlichen Geräten untersucht LRO den Mond genauer, als dieser jemals zuvor untersucht wurde. Außerdem ist eine Technologiedemonstrationsnutzlast verbaut, welches ein vom US-Verteidigungsministerium entwickeltes Synthetic Aperture Radar ist (vgl. auch Chandrayaan-1). Dafür stehen insgesamt 685 Watt elektrische Leistung der Solarzellen mit 4,3 mal 3,2 Meter Größe und Lithium-Ionen-Batterien mit einer Kapazität von 80 Ah zur Verfügung. Die Datenübertragung erfolgt im Ka-Band (Hochgeschwindigkeits Downlink mit 100 Mb/s) und S-Band (Zweiwege).
- LOLA (Lunar Orbiter Laser Altimeter) ist ein Lidar, mit dem eine sehr genaue topografische Karte des Mondes erstellt werden soll. Wegen der hohen Albedo von Wassereiskristallen besteht auch die Möglichkeit zur Detektion von Oberflächeneis in den Polarregionen.

- LROC  (Lunar Reconnaissance Orbiter Cameras) erstellt sowohl Weitwinkelaufnahmen (Wide Angle Camera, WAC) als auch detaillierte Aufnahmen (Narrow Angle Camerae, NAC) von möglichen zukünftigen Landeplätzen.[8] Aus der vorgesehenen Orbithöhe von 50 Kilometern hat die LROC eine Auflösung von 0,5 Metern pro Pixel.[9]

- LEND (Lunar Exploration Neutron Detector) zählt Neutronen, die von der Mondoberfläche abgegeben werden. Das dient der Suche nach Wasser, denn Wasser absorbiert Neutronen. Eine verminderte Strahlung in einem bestimmten Gebiet deutet also auf Wasser hin. LEND wird von Igor Mitrofanov, vom Institute for Space Research, Federal Space Agency, in Moskau entwickelt und basiert auf dem HEND-Instrument der Mars Odyssey Sonde.

- DLRE (Diviner Lunar Radiometer Experiment) kartografiert die Temperatur der Mondoberfläche. Auch dieses Instrument dient der Suche nach Wasser.

- LAMP (Lyman-Alpha Mapping Project) sucht nach Eisvorkommen in der Dunkelheit der permanent im Schatten liegenden Krater an den Polen. Es nutzt dabei die Reflexion des Sternenlichts im Bereich ultravioletter Strahlung.

- CRaTER (Cosmic Ray Telescope for the Effects of Radiation) misst den möglichen biologischen Effekt kosmischer Strahlung.

- Mini-RF ist eine Technologiedemonstration eines Single Aperture Radars (SAR), das im X-Band und S-Band arbeitet. Mini-RF dient zur Demonstration des neuen leichtgewichtigen SAR, von Kommunikationstechnologien und der Ortung möglicherweise vorhandenen Wassereises.[10]

## Missionsverlauf

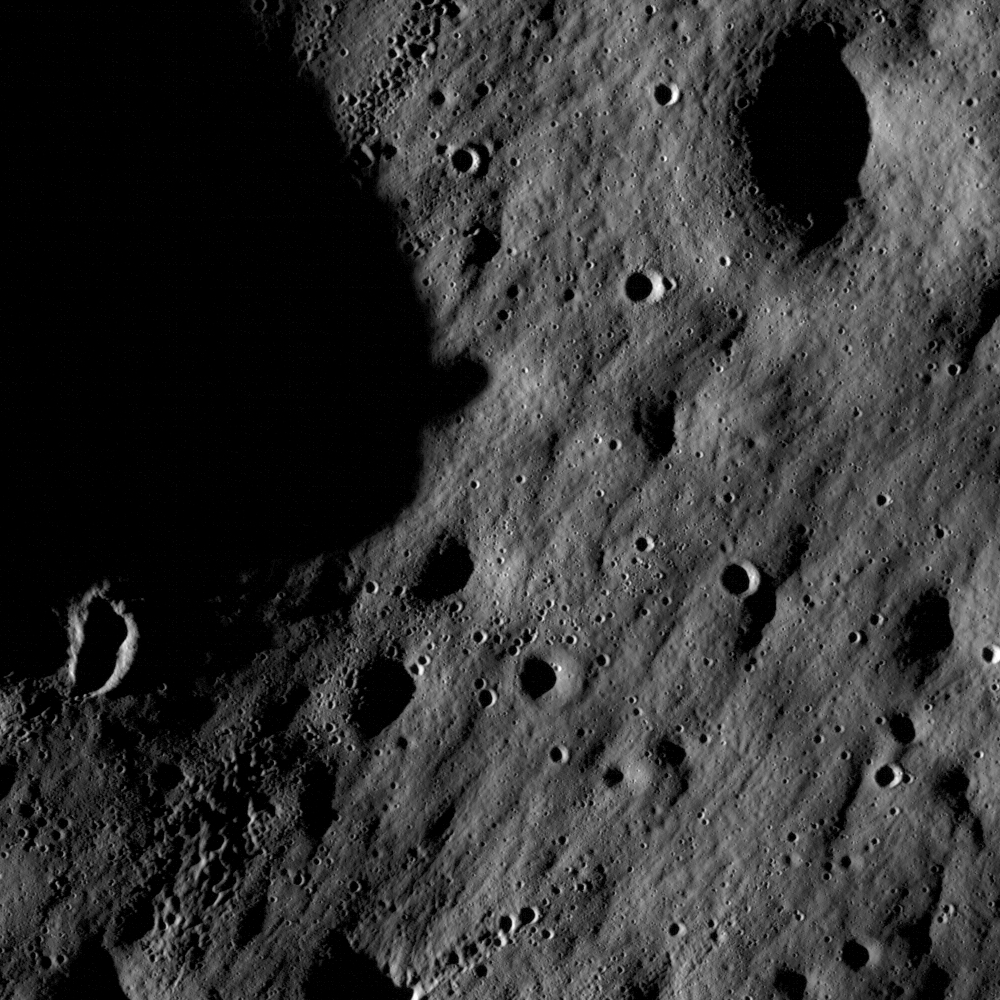
Das erste LRO-Bild zeigt einen 1,4 mal 1,4 km großen Ausschnitt südlich des Mare Nubium

Der LRO startete zusammen mit LCROSS am 18. Juni 2009 um 21:32 UTC auf einer Atlas-V-Rakete. Diese brachte die Sonden in einen vorübergehenden Parkorbit um die Erde. Nach 24 Minuten erfolgte eine weitere Zündung der Triebwerke der Centaur-Oberstufe, die die Kombination in eine hochelliptische Bahn Richtung Mond brachte. Kurz danach wurde die Rakete um 180 Grad gedreht und der LRO gelöst. Am 23. Juni um 09:47 UTC wurde das Triebwerk für 40 Minuten gezündet, um die Sonde abzubremsen, so dass sie in eine polare Mondumlaufbahn einschwenkte. Vier weitere Triebwerkszündungen im Verlauf der folgenden fünf Tage änderten die Umlaufbahn von anfänglich 220 Kilometer zu 3100 Kilometer auf 31 Kilometer (Südpol) zu 199 Kilometer. In diesem Orbit wurden alle Instrumente in Betrieb genommen und kalibriert. Während dieser etwa 60-tägigen Phase wurde auch die Höhe auf etwa 50 Kilometer reduziert. Die Sonde kartiert seitdem den Mond und sammelt Daten über Ressourcen und die Strahlenbelastung auf dem Mond. Die Mission soll schließlich mit einem gezielten Aufschlag auf dem Mond enden.
Erste Bilder der LROC wurden am 2. Juli 2009 veröffentlicht. Am 17. Juli 2009 veröffentlichte die NASA Bilder von fünf der sechs Landestellen des Apollo-Programms, auf denen die auf dem Mond verbliebenen Unterstufen der Mondlandefähren zu sehen sind. Durch den niedrigen Sonnenstand sind auf den Bildern die Unterstufen der Lunar-Module vor allem durch den langen Schatten zu erkennen.
Im September 2011 veröffentlichte die NASA ein Video, das die Landestellen von Apollo 12, 14 und 17 in noch höherer Auflösung zeigt. Im März 2012 wurde das erste Foto des Landeplatzes von Apollo 11 aus dem endgültigen Orbit und einer Höhe von 24 km veröffentlicht. Auf ihm sind neben dem Landemodul und wissenschaftlichen Geräten auch die Fußspuren der Astronauten erkennbar.

LRO-Bilder von Landestellen
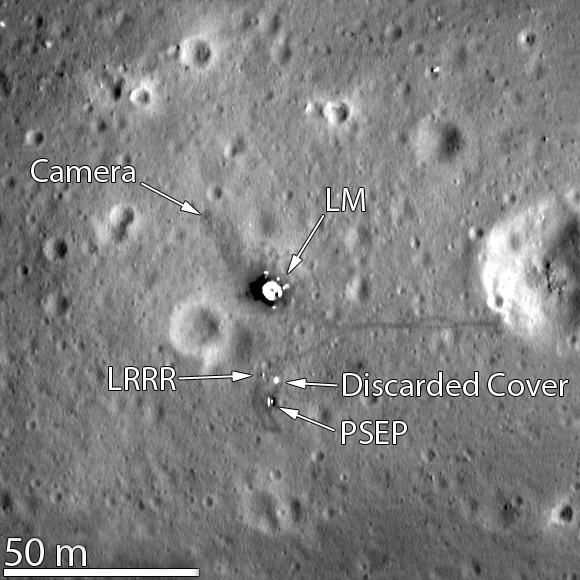
Apollo 11, Aufnahme vom März 2012 in hoher Auflösung
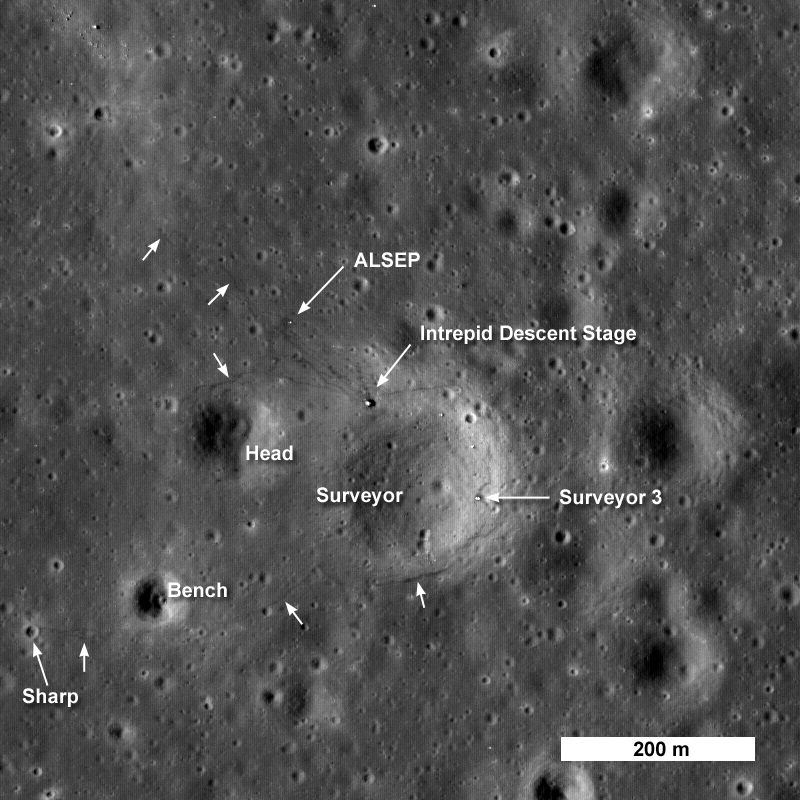
Apollo 12
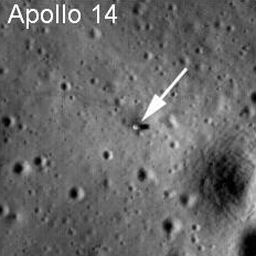
Apollo 14
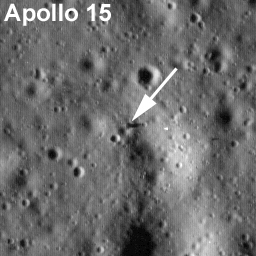
Apollo 15
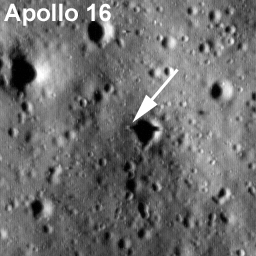
Apollo 16
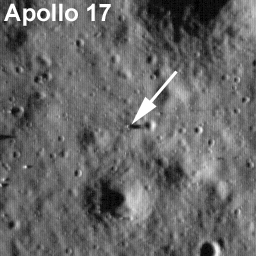
Apollo 17
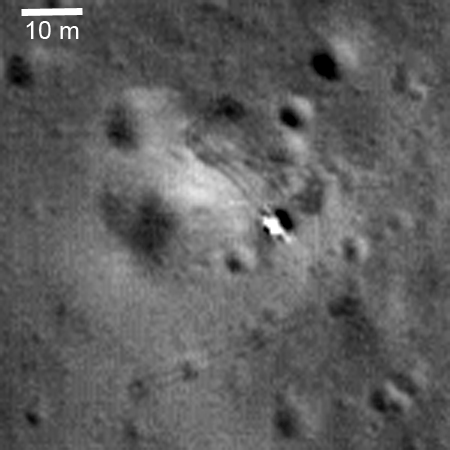
Luna 21
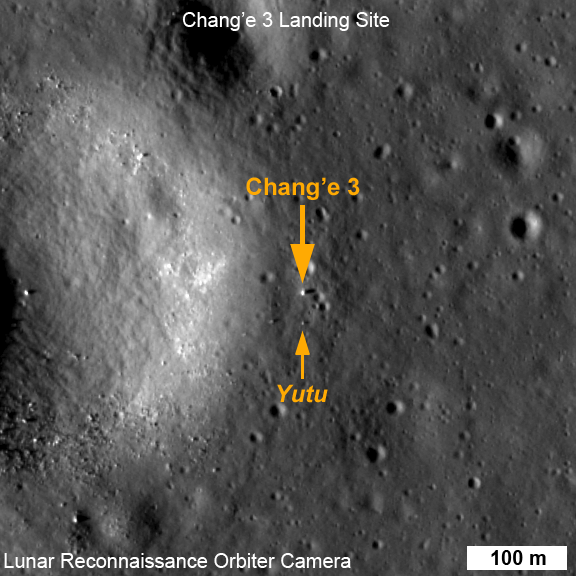
Chang’e-3

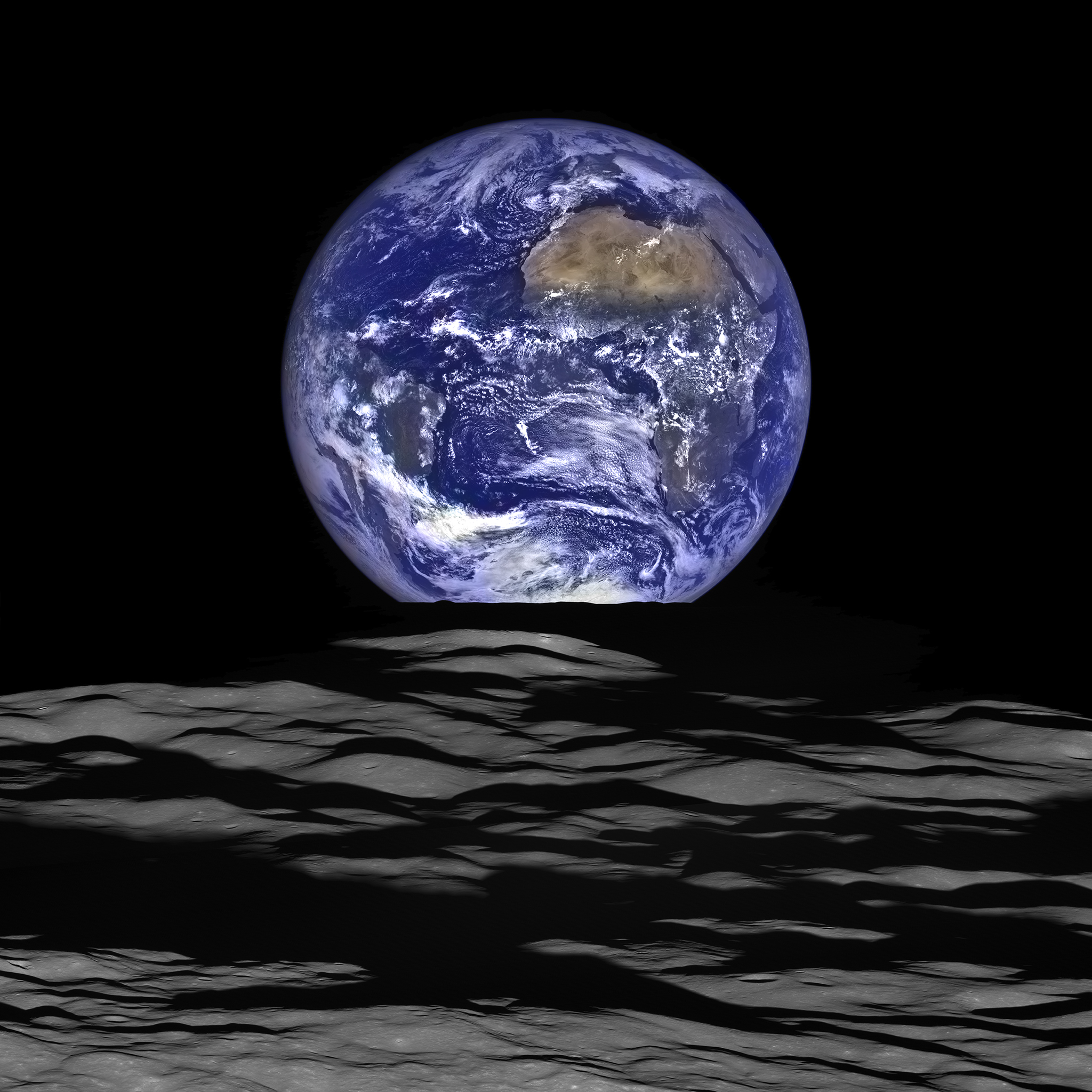
Die Erde vom LRO am 12. Oktober 2015

Der Betrieb der Sonde wurde am 17. September 2012 und am 16. September 2014 um jeweils zwei Jahre verlängert. Am 4. Mai 2015 wurde sie auf eine niedrigere Umlaufbahn manövriert: 20 km (Südpol) zu 165 km (Nordpol). Auf dieser kann sie viele Jahre arbeiten. Die Untersuchungsbedingungen verbessern sich durch den geringeren Abstand zur Mondoberfläche. Dies gilt signifikant für die Instrumente LOLA und Diviner im Bereich des Südpols.
In Anlehnung an das berühmte Bild Earthrise veröffentlichte die NASA im Dezember 2015 ein neues hochauflösendes Foto von der Erde mit dem Mond im Vordergrund. Das Bild wurde aus mehreren Einzelbildern zusammengestellt und anschließend digital aufbereitet.
Am 16. September 2016 wurde die Mission nochmals um drei Jahre verlängert. Eine vierte Verlängerung wurde 2019 beantragt, weil der Treibstoff noch für weitere sieben Jahre ausreicht.
Im März 2024 gelang es der NASA mit der Sonde eine Aufnahme der sich ebenfalls im Mondorbit befindenden südkoreanischen Sonde Danuri zu schießen. Bemerkenswert dabei ist die hohe relative Geschwindigkeit der beiden Sonden zueinander.